# Corinna ferox
Corinna ferox là một loài nhện trong họ Corinnidae.
Loài này thuộc chi Corinna. Corinna ferox được Eugène Simon miêu tả năm 1896.